# Gaudenzia
Gaudenzia è stata una cavalla dal manto grigio. È famosa per aver vinto quattro volte il Palio di Siena.
È uno dei tre cavalli che, nella storia del Palio di Siena, sono stati capaci di vincere tre Palii nello stesso anno (i due ordinari di luglio e agosto e il Palio straordinario).

## Carriera

### Gli esordi (1952 - 1953)
L'esordio di Gaudenzia al Palio di Siena avviene il 16 agosto 1952 con i colori della Contrada Capitana dell'Onda ed il fantino Giuseppe Gentili detto Ciancone. La corsa è molto combattuta e Gaudenzia rimane sempre nelle prime posizioni, mettendo in luce le sue capacità, ma non riuscendo a riportare la vittoria.
L'anno seguente (1953) la cavalla viene scelta per correre entrambi i Palii ordinari. A luglio viene assegnata alla Contrada della Selva e montata da Ivan Magnani detto Il Terribile. Gaudenzia arriva al Palio non in ottime condizioni, visto il leggero infortunio occorso durante la seconda prova. Il suo Palio non è brillante, ma riesce a stare sempre dietro le prime posizioni, con Il Terribile che cade al secondo Casato.
Ad agosto (sempre con Ivan Magnani), Gaudenzia indossa la spennacchiera della Lupa. L'accoppiata realizza una buona partenza, ma non raggiunge la vittoria. Ancora una volta Il Terribile lascia Gaudenzia scossa, cadendo al secondo San Martino.

### L'anno d'oro: le prime tre vittorie (1954)
Dopo gli esordi abbastanza sfortunati (per le tre mancate vittorie), i successi arrivarono anche per Gaudenzia. Il 2 luglio 1954, assegnata nuovamente all'Onda, viene montata da Giorgio Terni detto Vittorino. Alla mossa, l'Onda parte prima. Gaudenzia mantiene la posizione di testa fino al terzo bandierino, vincendo incontrastata il primo Palio trasmesso in televisione.
Il 16 agosto dello stesso anno, Gaudenzia indossa la spennacchiera della Giraffa. La contrada la affida all'inesperto Marino Lupi detto Veleno. Al primo San Martino Gaudenzia e Veleno prendono la testa dopo la caduta dei fantini di Onda e Chiocciola. Al Casato però Veleno cade lasciando Gaudenzia scossa ed il Nicchio (nel quale corre Giorgio Terni detto Vittorino, suo allenatore) prende la testa. Vittorino conduce agilmente la corsa, ma all'ultimo Casato il cavallo del Nicchio gira un po' largo e Gaudenzia trova spazio per inserirsi vicino allo steccato ed andare a vincere il Palio. Vittorino stesso, affranto, riconoscerà poi il proprio errore: " se avessi tenuto il nerbo basso, davanti al muso, non sarebbe passata...invece, per sicurezza, volli darle una nerbata: quando alzai il braccio per colpire, passò sotto e se ne andò..." La cavalla conquista il suo cappotto personale beffando il suo allenatore, Giorgio Terni, e anche il suo proprietario Marcello Giachetti, contradaiolo del Nicchio.
La cavalla corre anche il Palio straordinario, corso il 5 settembre 1954, in onore dell'anno Mariano indetto da Papa Pio XII. La sorte la manda nella stalla del Leocorno, che la affida a Giorgio Terni detto Vittorino. La corsa è come quella di luglio. Vittorino e Gaudenzia partono subito primi e, con grandissimo distacco dal resto dei partecipanti, vanno a vincere un'emozionante corsa di testa. Dopo questo Palio Gaudenzia entra nella leggenda per essere stata uno dei tre cavalli nella storia del Palio di Siena a vincere ben tre carriere nello stesso anno.

### Nuovi palii e la quarta vittoria (1955 - 1956)
Nel 1955, dopo l'esclusione di luglio per la presunta manifesta superiorità, Gaudenzia torna a calcare il tufo di Piazza del Campo ad agosto, con i colori della Tartuca. La Contrada di Castelvecchio la affida a Giuseppe Gentili detto Ciancone. L'accoppiata tartuchina, data subito come grande favorita per la vittoria, viene pesantemente ostacolata alla mossa e non riesce a raggiungere il successo.
Il 2 luglio 1956, la sorte manda Gaudenzia nella Giraffa, che opta per la monta di Primo Arzilli detto Il Biondo. Alla coppia bianco-rossa tocca il difficile posto di rincorsa, con la pista in condizioni precarie a causa della pioggia caduta nelle fasi della passeggiata storica. La Giraffa realizza un ottimo Palio, ma resta sempre in seconda posizione dietro l'Aquila, che va a vincere.
La cavalla corre anche ad agosto, questa volta con i colori dell'Istrice. La scelta del fantino è difficile, ma alla fine la dirigenza istriciaiola decide di offrire una possibilità a Francesco Cuttone detto Mezz'etto, reduce dalla vittoria di luglio. L'Istrice parte subito in testa, insidiata dal Nicchio e dall'Onda. Gaudenzia riesce a mantenere la prima posizione e alla fine trionfa per la quarta (ed ultima) volta nella sua carriera, consacrandosi definitivamente tra i grandi cavalli del Palio.

### Le ultime esperienze (1957 - 1960)
Dopo il 1956 la vittoria non bacerà più Gaudenzia. Nel 1957 la cavalla corre entrambi i Palii. A luglio, nell'Aquila con Umberto Castiglionesi detto Biba riesce a piazzarsi seconda, mentre ad agosto, nel Leocorno con Ivan Magnani detto Il Terribile, non riesce a ben figurare.
Il 16 agosto 1958, ad accogliere Gaudenzia, è la stalla della Contrada del Drago. Montata da Giorgio Terni detto Vittorino riesce in una buona partenza, ma non mantiene le prime posizioni.
A luglio 1959 la cavalla corre di nuovo nell'Istrice, montata dall'inesperto Giuseppe Vischetti detto Menghino, al suo secondo Palio. L'accoppiata istriciaiola non riesce a mettersi in mostra, realizzando un Palio abbastanza anonimo. Sempre nel 1959, Gaudenzia difende, il 16 agosto, i colori della Selva con Donato Tamburelli detto Rondone. Il Palio è molto sfortunato, in quanto Gaudenzia, ormai in età avanzata, resta ferma al canape.
L'ultimo Palio di Gaudenzia è quello del 2 luglio 1960. La cavalla, toccata al Drago e montata da Lazzaro Beligni detto Giove, parte in prima posizione, ma è poi costretta a rimanere indietro, mancando nuovamente la vittoria.
Nonostante l'età già avanzata, Gaudenzia viene ripresentata alla tratta anche per il Palio di agosto 1960 e per i due Palii del 1962, venendo sempre scartata.

## Presenze al Palio di Siena
Le vittorie sono evidenziate ed indicate in neretto.
| Palio            | Contrada | Fantino                                  |
| ---------------- | -------- | ---------------------------------------- |
| 16 agosto 1952   | Onda     | Giuseppe Gentili detto Ciancone          |
| 2 luglio 1953    | Selva    | Ivan Magnani detto Il Terribile (scosso) |
| 16 agosto 1953   | Lupa     | Ivan Magnani detto Il Terribile (scosso) |
| 2 luglio 1954    | Onda     | Giorgio Terni detto Vittorino            |
| 16 agosto 1954   | Giraffa  | Marino Lupi detto Veleno (scosso)        |
| 5 settembre 1954 | Leocorno | Giorgio Terni detto Vittorino            |
| 16 agosto 1955   | Tartuca  | Giuseppe Gentili detto Ciancone          |
| 2 luglio 1956    | Giraffa  | Primo Arzilli detto Il Biondo            |
| 16 agosto 1956   | Istrice  | Francesco Cuttone detto Mezz'etto        |
| 2 luglio 1957    | Aquila   | Umberto Castiglionesi detto Biba         |
| 16 agosto 1957   | Leocorno | Ivan Magnani detto Il Terribile          |
| 16 agosto 1958   | Drago    | Giorgio Terni detto Vittorino            |
| 2 luglio 1959    | Istrice  | Giuseppe Vischetti detto Menghino        |
| 16 agosto 1959   | Selva    | Donato Tamburelli detto Rondone          |
| 2 luglio 1960    | Drago    | Lazzaro Beligni detto Giove (scosso)     |